# Oxymycterus wayku
El colicorto tucumano (Oxymycterus wayku) es una especie de roedor integrante del género Oxymycterus de la familia Cricetidae. Habita en el noroeste del Cono Sur de Sudamérica, específicamente en el sur de las selvas de montaña de las yungas del noroeste de la Argentina.

## Taxonomía
Esta especie fue descrita originalmente en el año 2008 por los zoólogos Jorge Pablo Jayat, Guillermo D’Elía, Ulyses F. J. Pardiñas, María Daniela Miotti y Pablo Edmundo Ortiz.
Localidad tipo
La localidad tipo referida es: “10 km por ruta al sur de Hualinchay en el sendero a Lara, a una altitud de 2316 msnm en las coordenadas: 26º19'20.2"S 65º36'45.5"W, departamento Trancas, provincia de Tucumán, Argentina”.
Holotipo
El holotipo designado es el catalogado como: LMC 7247; se trata de piel, cráneo, esqueleto y tejidos (conservados en alcohol) de un macho juvenil (de 2 años), colectado el 19 de junio de 2005 por Juan Pablo Jayat (número de campo original: JPJ 1407).
Paratipos
Cinco ejemplares: LMC 7248, LMC 7249, LMC 7250, CNP 853 y CNP 854. Fueron atrapados vivos en la localidad tipo.
Etimología
Etimológicamente, el término específico wayku es una palabra que significa ‘barranco’ en idioma quechua (el cual es aún hablado en los Andes Centrales). Ese término es habitualmente empleado en el noroeste argentino para referirse a arroyos reducidos y de pendientes pronunciadas que corren formando pequeñas quebradas en regiones montañosas, hábitat en donde fue capturada esta especie.

## Distribución geográfica y hábitat
Esta especie es endémica del noroeste de la Argentina, en las provincias de Catamarca y Tucumán. 
Se distribuye a lo largo de las húmedas laderas orientales de los sistemas serranos del Aconquija y Cumbres Calchaquíes, en altitudes entre los 800 y los 2400 m s. n. m., llegando por el sur hasta la sierra de Narváez en Catamarca, cerca del límite con Tucumán.
Existe un hábitat adecuado para la especie a lo largo de una estrecha franja de 200 km de longitud, el cual alcanzaría por el norte hasta la parte más septentrional de las Cumbres Calchaquíes, ya en la parte sur de la provincia de Salta.

### Localidades de Tucumán
Departamento Trancas
- Hualinchay (10 km por ruta al sur) a una altitud de 2316 m s. n. m. en las coordenadas: 26º19'20.2"S 65º36'45.5"W, (ejemplar LMC 7247 -holotipo-);

Departamento Monteros
- Reserva provincial La Florida, Pueblo Viejo, en las coordenadas: 27°13 'S 65°37'W, a una altitud de aproximadamente 1000 m, (ejemplar LMC 6096);
- Quebrada de Los Sosa un ejemplar de Los Sosa, 27 ° 4 '13.5' 'S, 65 ° 39' 43.5  W, a una altitud de 860 msnm (ejemplar MACN 20.254).

Departamento Tafí del Valle
- La Angostura, en las coordenadas: 26°56'25.5S 65°42'10W, a una altitud de 1900 m s. n. m. (3 restos craneales recuperados de egagrópilas: PEO-e 3, PEO-e 10, PEO-e 19).[1]

### Localidades de Catamarca
Departamento Ambato
- Las Chacritas, 3 km al norte, pequeño barranco junto a la ruta 1, en las coordenadas: 27°38'19"S 65°57'30"W, a una altitud de 2025 m s. n. m. Estos especímenes fueron recuperados de una muestra de egagrópilas de lechuza de campanario (Tyto alba), recolectadas en diciembre de 2013.[2]

### Hábitat
Este roedor habita mayormente en la zona de ecotono entre los pastizales de altura y los bosques montanos, los que constituyen el límite altitudinal superior de la selva de las Yungas. Este ecotono forma un paisaje de estructura heterogénea distribuido como un cinturón altitudinal desarrollado en laderas empinadas húmedas entre los 1500 y 3000 m s. n. m., con aislados afloramientos rocosos y suelos profundos, con horizonte orgánico bien desarrollado, cubierto de abundante detritus de hojas y ramas caídas. El hábitat se caracteriza por bosques casi monoespecíficos de aliso del cerro (de hoja caduca) junto con comunidades herbáceas dominadas por los géneros Deyeuxia, Festuca y Stipa.
Además de este ambiente, a menor altitud también vive en barrancos de ríos de montaña en la densa selva montana, cinturón que se desarrolla en altitudes comprendidas entre los 700 y los 1500 m s. n. m. Allí, las especies arbóreas son mayormente de follaje perenne, con estrato arbóreo elevado, dominado por Blepharocalyx salicifolius, Eugenia pungens, Tipuana tipu, Phoebe porfiria, etc.
La especie estaría reproductivamente activa solo en la temporada estival.

## Caracterización
Fue reconocido el carácter distintivo de esta especie con el apoyo de estudios morfológicos y moleculares, con análisis filogenéticos basados en secuencias de ADN del citocromo b.
Es posible diferenciar a Oxymycterus wayku de las otras especies del género Oxymycterus que habitan en el noroeste de la Argentina (O. paramensis y O. akodontius) así como de las restantes especies del género, mediante sus rasgos morfológicos externos, entre los que destacan el patrón cromático general muy oscuro, las orejas cubiertas de pelos casi negros, una mancha blanca en la barbilla, garras y patas traseras largas y robustas.
Posee además, características craneales particulares, que incluyen hendiduras cigomáticas anchas y relativamente superficiales, serie molar y foramen incisivo proporcionalmente cortos y una caja craneal relativamente más robusta, en comparación con O. paramensis.

## Conservación
Esta especie es particularmente rara, lo que se ve agravado por el elevado grado de alteración de sus hábitats.